# Maxine Brown (Soulsängerin)

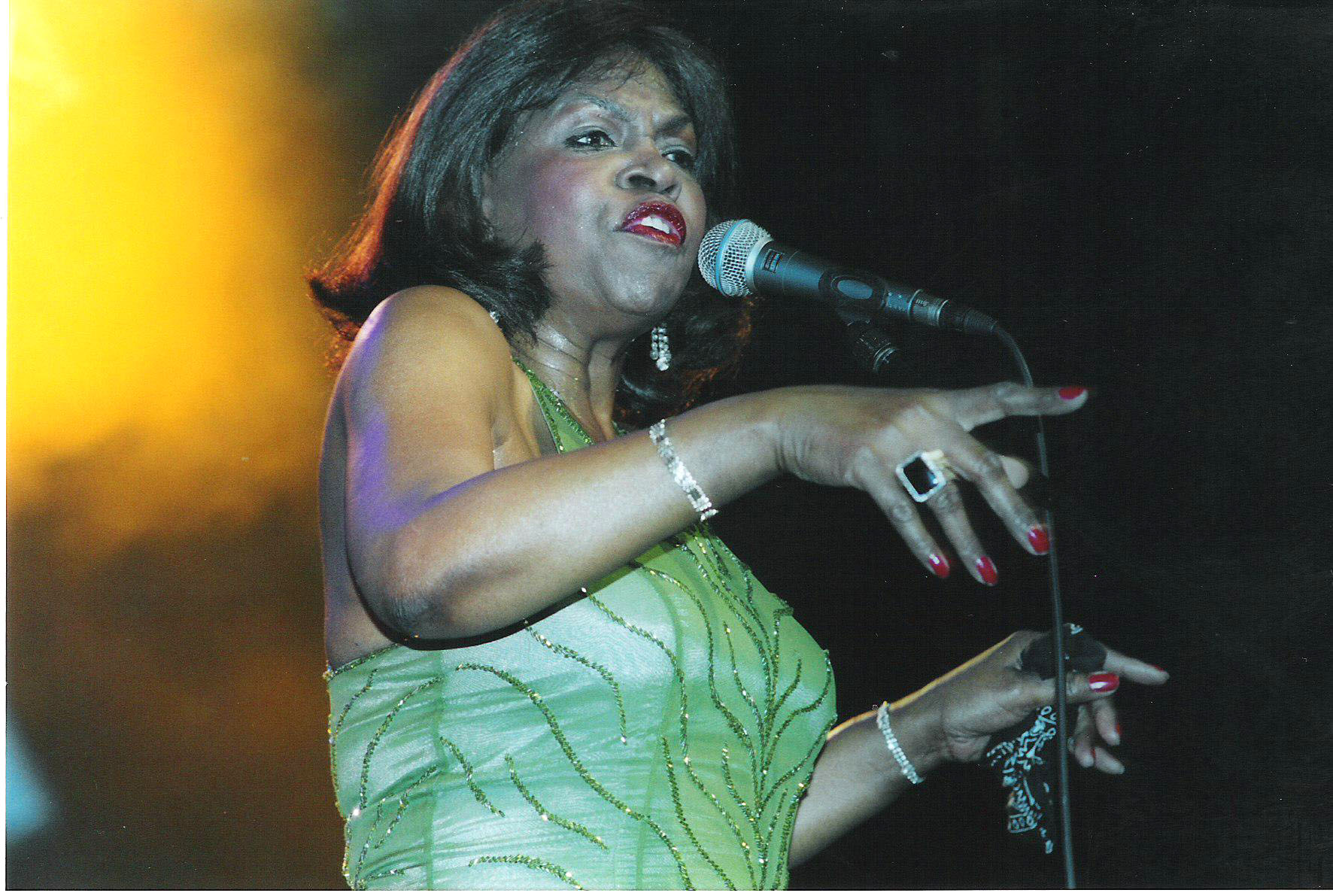
Maxine Brown (2007)

Maxine Ella Brown (* 18. August 1939 in Kingstree, South Carolina) ist eine US-amerikanische Soul-Sängerin, die vor allem in den 1960er Jahren erfolgreich war.

## Karriere
Bereits als Jugendliche sang Brown in New Yorker Gospel-Gruppen. 1960 erschien ihre Debüt-Single All in My Mind und erreichte Platz 2 der US-R&B-Charts. Auch der Nachfolger Funny wurde ein Top-Hit.
Ab 1963 war Brown bei Wand Records unter Vertrag, wo sie eine Reihe von Erfolgen hatte, darunter Oh No Not My Baby (Platz 24 der Pop-Charts). Mit Chuck Jackson nahm sie einige Duette auf, u. a. Hold On I'm Coming.
Mit ihrem Weggang von Wand 1969 ließ der Erfolg nach. 1991 erhielt Maxine Brown den Pioneer Award der Rhythm and Blues Foundation.

## Diskografie

### Alben
| Jahr | Titel              | Höchstplatzierung, Gesamtwochen, AuszeichnungChartplatzierungen (Jahr, Titel, Platzierungen, Wochen, Auszeichnungen, Anmerkungen) | Höchstplatzierung, Gesamtwochen, AuszeichnungChartplatzierungen (Jahr, Titel, Platzierungen, Wochen, Auszeichnungen, Anmerkungen) | Anmerkungen |
| Jahr | Titel              | US | R&B | Anmerkungen |
| ---- | ------------------ | --- | --- | ----------- |
| 1969 | We’ll Cry Together | US195 (2 Wo.)US | — |             |

### Singles
| Jahr | Titel Album                          | Höchstplatzierung, Gesamtwochen, AuszeichnungChartplatzierungen (Jahr, Titel, Album, Platzierungen, Wochen, Auszeichnungen, Anmerkungen) | Höchstplatzierung, Gesamtwochen, AuszeichnungChartplatzierungen (Jahr, Titel, Album, Platzierungen, Wochen, Auszeichnungen, Anmerkungen) | Anmerkungen       |
| Jahr | Titel Album                          | US | R&B | Anmerkungen       |
| ---- | ------------------------------------ | --- | --- | ----------------- |
| 1961 | All In My Mind                       | US19 (12 Wo.)US | R&B2 (14 Wo.)R&B |                   |
| 1961 | Funny                                | US25 (10 Wo.)US | R&B3 (6 Wo.)R&B |                   |
| 1962 | My Time For Cryin’                   | US98 (1 Wo.)US | — |                   |
| 1963 | Ask Me                               | US75 (5 Wo.)US | — |                   |
| 1964 | Coming Back To You                   | US99 (2 Wo.)US | R&B34 (4 Wo.)R&B |                   |
| 1965 | Oh No Not My Baby                    | US24 (13 Wo.)US | R&B2 (15 Wo.)R&B |                   |
| 1965 | It’s Gonna Be Alright                | US56 (7 Wo.)US | R&B26 (6 Wo.)R&B |                   |
| 1965 | Something You Got                    | US55 (9 Wo.)US | R&B10 (11 Wo.)R&B | mit Chuck Jackson |
| 1965 | One Step At A Time                   | US55 (8 Wo.)US | — |                   |
| 1965 | Can’t Let You Out Of My Sight        | US91 (4 Wo.)US | — | mit Chuck Jackson |
| 1965 | I Need You So                        | US98 (1 Wo.)US | — | mit Chuck Jackson |
| 1966 | If You Gotta Make A Fool Of Somebody | US63 (9 Wo.)US | — |                   |
| 1967 | Hold On I’m Coming                   | US91 (4 Wo.)US | R&B20 (7 Wo.)R&B | mit Chuck Johnson |
| 1967 | Daddy’s Home                         | US91 (1 Wo.)US | R&B46 (3 Wo.)R&B | mit Chuck Johnson |
| 1969 | We’ll Cry Together                   | US73 (8 Wo.)US | R&B15 (9 Wo.)R&B |                   |
| 1970 | I Can’t Get Along Without You        | — | R&B44 (3 Wo.)R&B |                   |